# آيت علا (ولماس)
آيت علا هي إحدى مشيخات المملكة المغربية، تتبع جغرافيا لإقليم الخميسات وإداريًا لولماس. يقدر عدد سكانها بـ 4187 نسمة حسب الإحصاء الرسمي للسكان والسكنى لسنة 2004.